# João Vieira Pinto
João Manuel Vieira Pinto CvIH (Porto, 19 d'agost de 1971) és un exfutbolista portuguès de la dècada de 1990.
Fou 81 cops internacional amb la selecció portuguesa amb la qual participà en la Copa del Món de futbol de 2002.
Pel que fa a clubs, defensà els colors de Boavista FC, SL Benfica i Sporting.

## Palmarès
Boavista
- Taça de Portugal: 1991-92

Benfica
- Primeira Liga: 1993-94
- Taça de Portugal: 1992-93, 1995-96

Sporting
- Primeira Liga: 2001-02
- Taça de Portugal: 2001-02
- Supercopa Cândido de Oliveira: 2001